# جلال الدين سرخ بوش البخاري
سيد جلال الدين سورخ بوش نقفي البخاري (بالفارسية: سید جلال الدین سرخ پوش بخاری) (حوالي 595-690 هـ الموافق 1190 – 1295 م) كان أحد الأولياء من شبه القارة الهندية. كان ينتمي إلى الطريقة الجلالية الصوفية وينحدر من الإمام علي الهادي.

## الحياة المبكرة
البخاري اسم عائلة، مشتق من مكان ولادته في مدينة بخارى في المنطقة الإدارية القديمة لمقاطعة بخارى التي كانت وقتها تحت تأثير فارسي (تقع اليوم في أوزبكستان). السيد جلال الدين بخاري، ولد في بخارى ثم استقر في بكر الواقعة في السند مع أصهاره من سلالة محمد المكي [الإنجليزية]. ومع ذلك، بعد نزاع مع إخوة حميه، هاجر مع حميه (سيد بدر الدين) إلى أوتش في الهند غير المقسمة. كان البخاري يلقب بـسرخ بوش ("المرتدي اللون الأحمر") لأنه كان يرتدي عباءة حمراء في كثير من الأحيان.

## الحياة المهنية
أمضى البخاري حياته في السفر. داعيًا للإسلام، ساعدقبائل مثل سومرو [الإنجليزية] وسمه وشدار وسيال [الإنجليزية] وذهر [الإنجليزية] ووارار لاعتناق الإسلام. كان البخاري أحد الشار اليار (تتُرجم إلى الخلفاء الراشدين، ولكن لا ينبغي الخلط بينه وبين الراشدين). كان الشار اليار مجموعة من رواد الحركات الصوفية السهروردية والجشتية في القرن الثالث عشر. البخاري أسس طريقة "الجلالي".[بحاجة لمصدر]
وفقًا للرواية الشعبية: كان جلال الدين سرخ بوش في طريقه إلى الهند والتقى بجنكيز خان، الفاتح المغولي. فحاول إقناعه باعتناق الإسلام لكنه فشل.

## العائلة
يٌستشهد بسيرة البخاري وتاريخ عائلته على نطاق واسع في أعمال مثل "جولزار مصطفوي" الذي تم الاستشهاد به على موقع الخميني الإيراني على الإنترنت مثل جولزار مرتضوي الطبعة الثانية، مارات الجلالي، مظهر الجلالي، أكبر الأخيار، روزات الأحباب، مراج الولايات، مناقبي قطبي. و سيار الأقطر و سيار العارفين و مناقب العاصفة . هذه المخطوطات محفوظة لدى سادة البخاري، إلا أن كتاب مرات جلالي نشر لأول مرة (من قبل مطبعة أسرار كرامي) في عام 1918 في شكل كتاب من الله أباد ، الهند (كتاب إلكتروني) وتم طباعة طبعته الثانية مع التحديثات والمزيد من مواد البحث (من قبل مطبعة VI) ككتاب في عام 1999 من كراتشي ، باكستان. ويطلق على نسله اسم نقفي البخاري . ومع ذلك، تعرض هذا الكتاب لانتقادات شديدة بسبب الخلط بين الأسماء وأشجار العائلة. علاوة على ذلك، ادعى المؤلف وهو ضابط شرطة أنه من سلالة البخاري لكنه لم يكن يعرف سلالته التي ادعى أنها من سلالة البخاري.
يوجد في كانوج مسجد باسم ابن بخاري مخدوم جهانيان جهانغشت، بناه سليل جهانيان ومستشار سيكندر لودي سيد صدر الدين شاه كبير نقفي البخاري. يتمتع هذا المسجد بمزيج جمالي من الأساليب المعمارية.
وقد أدرجت مقبرة بيبي جويندي ومقبرة ومسجد جلال الدين بخاري على القائمة المؤقتة لمواقع التراث العالمي لليونسكو منذ عام 2004. ويعمل صندوق الآثار العالمي أيضًا على تعزيز الحفاظ عليها.

### نسب العائلة
وفقًا لشجرة العائلة (بين الصفحتين 40 و41) من كتاب مرات جلالي (الطبعة الثانية 1999)، فإن نسب جولزار مصطفوي وهلال مصطفوي الطبعة الأولى (تأليف سيد كرم علي شاه بخاري دهلوي) وملفزول مخدوم بخاري هو:
- جلال الدين سرخ بوش بخاري
- سيد علي المؤيد
- سيد أمير
- سيد جعفر محمد الأمير
- سيد محمد أبو الفتح
- سيد محمود (هاجر إلى بخارى من سامراء)
- سيد أحمد / محمد
- سيد عبدالله النازوق
- السيد علي الأصغر النازك هو أيضًا الجد المشترك لنظام الدين أولياء وأفراد العائلة المالكة القاسمي الذين هم شيوخ الشارقة في الإمارات العربية المتحدة.
- جعفر بن علي الهادي سامراء أيضا الجد المشترك للسيد محمد المكي
- علي الهادي (أُجبر الإمام على الانتقال من المدينة المنورة حوالي عام 848م إلى سامراء على يد الخليفة العباسي المتوكل )
- محمد الجواد
- علي الرضا
- موسى الكاظم
- جعفر الصادق
- محمد الباقر
- علي بن الحسين زين العابدين
- الحسين بن علي
- علي بن أبي طالب

## الوفاة
في عام 1244م (حوالي 640هـ)، انتقل البخاري إلى أوتش، جنوب البنجاب (المعروفة أيضًا باسم أوتش شريف بعد أن استقر هناك) مع ابنه، بهاء الحليم، حيث أسس مدرسة دينية. توفي في عام 1290م ودُفن في بلدة صغيرة بالقرب من أوتش.

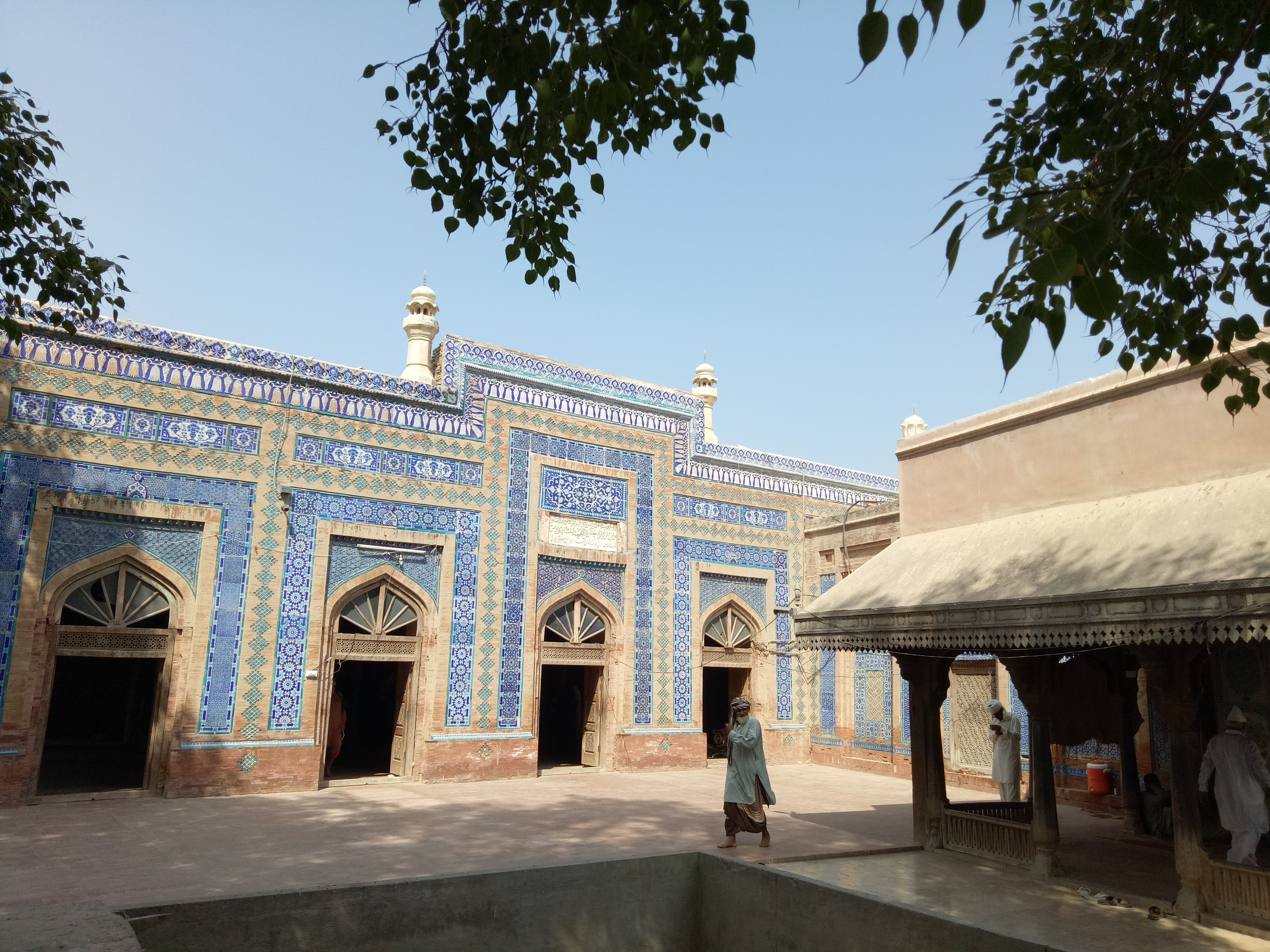
المسجد (يسار) ومدخل ضريح جلال الدين البخاري (يمين) في أوتش

يقع المزار على مسافة قصيرة من مقبرة أوتش. يقع على نتوء يطل على السهول والصحراء من خلفه. على أحد جانبي القبر يوجد مسجد مزين ببلاط أزرق. أمام القبر يوجد بركة. يؤدي باب خشبي منحوت إلى الغرفة التي تحتوي على نعش البخاري. تصف اليونسكو الموقع على النحو التالي:
القبر المبني من الطوب يبلغ قياسه 18 مترًا في 24 مترًا، وتدعم أعمدته الخشبية المنحوتة سقفًا مسطحًا، كما يُزخرف بألواح مزججة تحتوي على تصاميم نباتية وهندسية. السقف مرسوم بتصاميم نباتية في الورنيش، والأرضية مغطاة بقبور القديس وأقاربه. يوجد حاجز داخلي يوفر "الحجاب" لنساء عائلته. أما المسجد فيتكون من قاعة بمساحة 20 مترًا في 11 مترًا، تحتوي على 18 عمودًا خشبيًا تدعم سقفًا مسطحًا. تم بناؤه من الطوب المشذب والمقَطع، وزُين داخليًا وخارجيًا بألواح مزججة تحتوي على تصاميم نباتية وهندسية.

## روابط خارجية
- ميرات جلالي، الطبعة الأولى 1918، الناشر: مطبعة أسرار كريمي، الله أباد. المؤلف: سيد خليل أحمد بخاري حسامي (كتاب إلكتروني)

قالب:South Asian Muslim Saints